# Roman Konoplev
Roman Ievgenievitch Konoplev (en russe : Роман Евгеньевич Коноплёв, en roumain : Roman Conopliov) est un publiciste et écrivain russe, et transnistrien,. Controversé dans son environnement culturel natal, il choisit, en 2013, de résider au Portugal.

## Biographie
Roman Konoplev naît le 4 septembre 1973 dans l'oblast de Briansk, aux confins de l'ex-URSS, de la Biélorussie et de l'Ukraine, dans la famille d'un ingénieur soviétique. En 1978, ses parents déménagent dans la ville de Dnestrovsc, en RSS de Moldavie. En octobre 1992, il part faire ses études en Russie. Il sort diplômé de l'Institut international d'Économie et de Droit de Moscou en 1996, avec une licence en droit constitutionnel. Il enchaîne avec un diplôme d'ingénieur en informatique en 2003 à l'Université technique d'État de Briansk.

### Engagement politique
La vision politique bolchevique de Konoplev vient de l'univers dans lequel il grandit. Il est d'abord marqué par l'esprit du journalisme social et de la politique conservatrice russe précédant l'effondrement de l'URSS. Il assiste aux conséquences politiques du conflit militaire en Moldavie en 1992, aux violations des droits de l'homme dans les républiques de l'ex-Union soviétique, à la répression des communistes — par ailleurs déclencheur de son engagement extra-parlementaire aux côtés de l'opposition à Boris Eltsine — au début des années 1990.
Avec son programme « Thérapie de choc », Boris Eltsine a introduit l'économie de marché (avec les privatisations) dans une économie russe exsangue dont la population vivait dans des conditions précaires. S'ensuit une querelle entre partisans de Boris Eltsine et son modèle occidental contre ceux des archéo-communistes comme Viktor Anpilov, leader du mouvement « Russie Laborieuse » auxquels se sont ralliés les nationalistes d'Ilya Konstantinov et Guennadi Ziouganov du « Front de salut national ».
En 1993 Konoplev adhère au nouveau parti national-bolchévique,, comme le politologue Alexandre Douguine ou le père du punk-rock russe Yegor Letov, et assiste à la crise constitutionnelle de 1993 en Russie.
Konoplev gagne sa vie comme journaliste. En décembre 2000, il participe aux élections régionales de Briansk. Son activisme extra-parlementaire en Russie lui vaut d'être arrêté par les autorités et, en 2002, il revient en Transnistrie.
Il devient consultant et conseiller en communication politique spécialisé sur les questions politiques et les conflits ethniques dans les anciennes républiques soviétiques et la CEI. Politiquement, il prône la sécession et l'indépendance radicale de la Transnistrie. En avril 2012, Roman Konoplev quitte Tiraspol après avoir été interpellé par les services spéciaux moldaves. Il s'établit à Lisbonne, au Portugal en 2013.

### Scientifique
Sa première publication est parue dans le journal Power engineering.

### Stratégie
Depuis 1998, Konoplev a coopéré avec les portails Internet analytiques russes de l'Institut national de stratégie APN, Russian Journal, etc.

### Publiciste
Il commence sa carrière de publiciste à l'âge de 16 ans. De 2002 à 2008, Roman Konoplev est chroniqueur politique de l'hebdomadaire de Transnistrie, Dnestrovsky Courier également connu sous le nom de Pridnestrovié. Il est également rédacteur en chef et chroniqueur de l'agence de presse "Lenta PMR" de 2004 à 2008.
De 2007 à 2008, il est rédacteur en chef du journal de Tiraspol, chef-lieu de Transnistrie Proriv! (en cyrillique Прорыв, lit. Percée). Il est également stratège et conseiller politique.
En 2006, Roman Konoplev voyage en Scandinavie. Le journal personnel qu'il tient, Norwegian papers, est d'abord publié en Russie, puis dans plusieurs médias étrangers. Roman Konoplev fut le propriétaire et rédacteur en chef de l'agence de presse "DNIESTER" (2009-2017),,,.

## Critiques

### Critiques en Moldavie
Sous la présidence du conservateur communiste Vladimir Voronin, Konoplev fut traité de « Goebbels transnistrien » et « idéologue du séparatisme anti-russe transnistrien » par les médias gouvernementaux de Moldavie.
Après l'éviction du Parti communiste moldave en 2009, Konoplev est critiqué par les conservateurs communistes tant de Moldavie que de Transnistrie qui l'accusent de "tentatives d'arracher la Moldavie à la Russie", de "diffamation contre le peuple transnistrien" et de "sympathie avec le libéral Mihai Ghimpu".
Les analystes moldaves voient en Konoplev un chantre d'une dynamique séparatiste radicale, afin que la Transnistrie obtienne une reconnaissance dès que possible - "la construction d'un État absolument indépendant, une" Suisse transnistrienne.
Après que Valeriy Litskay ait quitté son poste de ministre des Affaires étrangères de Transnistrie, cette idée n'a pas eu beaucoup de partisans en Transnistrie, à l'exception de parias comme Roman Konoplev. La plupart des gens pensent que la Transnistrie n'aurait aucune chance de survivre en tant qu'État indépendant, en particulier en introduisant des politiques à vecteurs multiples.
Dans un article, publié dans l'agence d'information gouvernementale transnistrienne "Olvia Press", l'analyste politique V. Nikitin a qualifié la vision de Konoplev de "droite pro-européennes". L'article affirme : « De l'avis de Konoplev, pour devenir un pays prospère, la Transnistrie doit surmonter l'héritage de l'ère soviétique, démonter les monuments de Lénine, réprimer les partis communistes et les médias gouvernementaux, introduire la propriété foncière privée, amener l'économie libérale avec l'aide de l'Union européenne et introduire un système juridique basé sur l'Europe. Konoplev, comme le politicien moldave Oazu Nantoi, a ses propres trois "D" - "Déradicalisation, Démilitarisation et Désoviétisation du flux d'information". Cela signifie que l'auteur du rapport veut dire que toute mention de la Transnistrie en tant que "fraction de l'URSS" et "forteresse de l'empire russe" devrait disparaître des flux d'information et en même temps l'information doit devenir plus tolérante envers les politiques de l'UE… La proposition de démonter les monuments à Lénine et réprimer les organisations communistes ne correspond pas beaucoup à la pratique européenne, mais sent le Mihai Ghimpu et l'extrémisme libéral…".

### Critiques en Roumanie
Nicolae Dabija, rédacteur en chef du journal de Chisinau "Literatura şi Arta" accuse Roman Konoplev de chauvinisme russe. En particulier, Dabija a déclaré : « Je pense qu'il est nécessaire de retirer son accréditation et de l'expulser de la République de Moldovie ».

## Vie privée

### Famille
Marié

## Publications
Roman Konoplev est l'auteur de plus de 500 articles scientifiques, journalistiques et d'opinion.
Roman Konoplev est l'auteur des romans :
- Défaite, 2013
- Dromomania, 2010
- Évangile d'un extrémiste[23],[24],[25], Bryansk, Entreprise unitaire d'État, ass. région. polygraphe, 2005, 304 p. (ISBN 9785946320610)